# Nephrurus vertebralis
Nephrurus vertebralis är en ödleart som beskrevs av  Storr 1963. Nephrurus vertebralis ingår i släktet Nephrurus och familjen geckoödlor. Inga underarter finns listade i Catalogue of Life.